# Fate/strange Fake
Fate/strange Fake(한국어: 페이트 스트레인지 페이크)는 나리타 료우고가 쓰고 모리이 시즈키가 그린 TYPE-MOON의 Fate 시리즈의 일본 라이트 노벨 시리즈이다.
원래는 2008년 4월 1일 "Fake/states night"라는 제목으로 나리타 홈페이지에 게재되었으며, 만우절 장난으로 롤플레잉 스타일 게임의 프롤로그 및 소개로 제시되었다. 이 텍스트는 만우절 이후 삭제되었지만 이후 2009년 잡지 TYPE-MOON Ace 2에 별장으로 포함된 소설 형식으로 모리이 시즈키의 삽화와 저자의 후기로 다시 발표되었다.

## 구성

### 줄거리
이야기는 후유키의 제3차 성배 전쟁에서 잘못 복사된 성배 전쟁을 중심으로 한다. 제3차 성배전쟁 종전 후, 런던에 거점을 두고 있는 마술협회인 시계탑과는 별도로 마술사를 회원으로 둔 미국의 조직은 후유키의 성배전쟁에서 데이터를 가져와 독자적인 의식을 계획했다. 70년 후 그들은 스프링필드를 그들만의 성배 전쟁을 위한 성지로 사용했다. 그들은 의식의 모든 측면을 성공적으로 복사할 수 없었고, "영웅"의 정의가 흐려져 세이버 클래스를 잃고 이상한 서번트의 소환을 허용하는 모방으로만 작동하게 되었다.
시계탑은 도시와 전쟁 상황을 조사하기 위해 란갈과 그의 제자인 팔데우스를 보냈다. 미국 조직의 스파이 팔데우스는 란갈이 단순히 꼭두각시라는 것을 알고 있음에도 불구하고 그가 도착하자마자 저격했다. 그는 그들의 성배 전쟁이 진행 중이며 그것이 실제라고 발표하여 시계탑에서 소란을 일으키고 프로젝트를 협회에 "광고"하고자 한다.

## 서지 정보

### 라이트 노벨
전격 문고 ( 카도카와 / ASCII Media Works) 발행.
1. 2015년 1월 10일 발매, ISBN 978-4-04-869168-0
2. 2015년 5월 9일 발매, ISBN 978-4-04-865129-5
3. 2016년 5월 10일 발매, ISBN 978-4-04-865763-1
4. 2017년 4월 8일 발매, ISBN 978-4-04-892756-7
5. 2019년 4월 10일 발매, ISBN 978-4-04-893519-7
6. 2020년 1월 10일 발매, ISBN 978-4-04-912956-4
7. 2022년 3월 10일 발매, ISBN 978-4-04-914283-9
8. 2023년 2월 10일 발매, ISBN 978-4-04-914820-6
9. 2024년 3월 8일 발매, ISBN 978-4-04-915448-1

### 만화
TYPE-MOON BOOKS에서 출판. Media Pal에서 판매.
1. 2015년 1월 10일 발매, ISBN 978-4-8961-0930-6
2. 2016년 1월 14일 발매, ISBN 978-4-04-730989-0
3. 2017년 8월 23일 발매, ISBN 978-4-04-730990-6
4. 2019년 10월 4일 발매, ISBN 978-4-04-730991-3
5. 2022년 2월 10일 발매, ISBN 978-4-04-730992-0

### 애니
2019년 12월 31일 공식 애니메이션 프로모션 비디오가 공개되었고 A-1 Pictures에서 애니메이션을 제작했으며 사와노 히로유키의 노래 "Belong"을 사용한다.
2022년 9월 24일 애니플렉스 Online Fest 2022 이벤트에서 TV 애니메이션 제작이 발표되었다. fate/strange fake: whispers of dawn이라는 제목으로 A-1 Pictures가 제작하고 에노키도 슌과 사카즈메 타카히토가 감독을 맡았으며 각본은 오오히가시 다이스케, 캐릭터 디자인은 야마다 유케이, 음악은 사와노 히로유키가 작곡했다. 원래 2022년 12월 31일 연례 페이트 프로젝트 새해 전야 TV 스페셜 기간 동안 방영될 예정이었지만 나중에 제작 문제로 인해 연기되었다. 이 애니메이션은 2023년 3분기에 초연되었다. 주제가는 사와노 히로유키의 "FAKEit"이다.